# USS Naifeh (DE-352)
USS Naifeh (DE-352) là một tàu hộ tống khu trục lớp John C. Butler từng phục vụ cùng Hải quân Hoa Kỳ trong Chiến tranh Thế giới thứ hai. Nó là chiếc tàu chiến duy nhất của Hải quân Hoa Kỳ được đặt cái tên này, theo tên Trung úy Hải quân Alfred Naifeh (11915–1942), người từng phục vụ cùng tàu khu trục Meredith (DD-434), đã tử trận khi Meredith bị đánh chìm vào ngày 16 tháng 10, 1942 và được truy tặng Huân chương Hải quân và Thủy quân Lục chiến. Nó đã phục vụ trong suốt Thế chiến II, được cho ngừng hoạt động sau khi xung đột chấm dứt vào năm 1946, rồi được huy động trở lại để phục vụ trong cuộc Chiến tranh Triều Tiên và Chiến tranh Lạnh từ năm 1951 đến năm 1960. Con tàu cuối cùng bị đánh chìm như một mục tiêu vào năm 1966. Naifeh được tặng thưởng ba Ngôi sao Chiến trận do thành tích phục vụ trong cuộc Chiến tranh Triều Tiên.

## Thiết kế và chế tạo
Lớp John C. Butler được thiết kế nhằm đáp ứng nhu cầu một số lượng lớn nhưng rẻ tiền của một kiểu tàu hộ tống chống tàu ngầm để hộ tống các đoàn tàu vận tải vượt đại dương. Chúng có chiều dài chung 306 foot (93,3 m), mạn tàu rộng 36 foot 10 inch (11,2 m) và mớn nước 13 foot 4 inch (4,1 m), trọng lượng choán nước tiêu chuẩn 1.350 tấn Anh (1.372 t), và lên đến 1.745 tấn Anh (1.773 t) khi đầy tải, với một thủy thủ đoàn bao gồm 14 sĩ quan và 201 thủy thủ. Con tàu được vận hành bởi hai turbine hơi nước hộp số Westinghouse; hơi nước được cung cấp bởi hai nồi hơi "D" Express, tạo ra công suất 12.000 mã lực càng (8.900 kW) và cho phép đạt được tốc độ tối đa 24 hải lý trên giờ (44 km/h; 28 mph). Nó có tầm hoạt động 6.000 hải lý (11.000 km; 6.900 mi) ở tốc độ đường trường 12 hải lý trên giờ (22 km/h; 14 mph).
Dàn vũ khí chính bao gồm hai tháp pháo 5-inch/38 caliber đa dụng nòng đơn, được dẫn đường bởi hệ thống điều khiển hỏa lực Mark 51; vũ khí phòng không gồm hai khẩu đội Bofors 40 mm L/60 nòng đôi và mười khẩu Oerlikon 20 mm nòng đơn cũng được dẫn đường bởi hệ thống Mark 51. Ngoài ba ống phóng ngư lôi 21 inch (533 mm), vũ khí chống ngầm bao gồm hai đường ray thả mìn sâu, tám máy phóng mìn sâu K-gun cùng một dàn súng cối chống ngầm Hedgehog. Con tàu được trang bị sonar kiểu QC, radar dò tìm mặt biển SL và radar dò tìm không trung SA.
Naifeh được đặt lườn tại xưởng tàu của hãng Consolidated Steel Corporation ở Orange, Texas vào ngày 29 tháng 12, 1943. Nó được hạ thủy vào ngày 29 tháng 2, 1944, được đỡ đầu bởi bà Rathia Naifeh, mẹ của Trung úy Naifeh, và được cho nhập biên chế cùng Hải quân Hoa Kỳ vào ngày 4 tháng 7, 1944 dưới quyền chỉ huy của Hạm trưởng, Thiếu tá Hải quân John Seaman Albert III.

## Lịch sử hoạt động

### Thế Chiến II
Sau khi hoàn tất việc chạy thử máy huấn luyện tại khu vực Bermuda, Naifeh làm nhiệm vụ như một tàu huấn luyện tại Norfolk, Virginia. Nó khởi hành từ Brooklyn, New York vào ngày 6 tháng 10, 1944 cho chuyến đầu tiên trong số hai chuyến hộ tống vận tải khứ hồi vượt Đại Tây Dương để đi sang khu vực Bắc Phi và Châu Âu. Được điều động sang khu vực Mặt trận Thái Bình Dương, con tàu xuất phát từ New York vào ngày 13 tháng 1, 1945, băng qua kênh đào Panama và đi đến đảo Manus thuộc quần đảo Admiralty vào ngày 20 tháng 2.
Được điều động dưới quyền Tư lệnh Tiền phương biển Philippine và đặt căn cứ tại vịnh Leyte, Philippines, Naifeh phục vụ chủ yếu trong vai trò hộ tống vận tải cho đến hết chiến tranh, hộ tống các đoàn tàu vận tải tiếp liệu đi lại giữa New Guinea, Ulithi, Palau, Guam, Manila và Okinawa. Ngoài ra nó còn tham gia quan trắc thời tiết, tìm kiếm và giải cứu và vận chuyển thư tín, cũng như tạm thời là soái hạm của Phó đô đốc James L. Kauffman, Tư lệnh Tiền phương biển Philippine, trong một chuyến đi thị sát các đảo tại Philippines. Sau chiến tranh, nó đã cứu vớt thủ thủ đoàn của chiếc SS Glenns Ferry vào ngày 10 tháng 10, khi chiếc tàu buôn bị mắc cạn gần đảo Batag, và canh phòng gần con tàu cho đến khi một đội cứu hộ từ Manila đến thay phiên.
Được tách khỏi Tiền phương biển Philippine vào ngày 27 tháng 11, Naifeh lên đường quay trở về Hoa Kỳ, về đến San Diego, California vào ngày 17 tháng 12. Con tàu được xuất biên chế vào ngày 27 tháng 6, 1946, và được đưa về Hạm đội Dự bị Thái Bình Dương, neo đậu tại San Diego.

### Chiến tranh Triều Tiên
Sau khi Chiến tranh Triều Tiên bùng nổ vào ngày 25 tháng 6, 1950, Naifeh được cho tái biên chế trở lại vào ngày 26 tháng 1, 1951. Nó khởi hành từ San Diego vào ngày 16 tháng 4 để đi sang vùng biển Triều Tiên, gia nhập lực lượng hải quân Liên Hiệp Quốc được điều về Lực lượng Hộ tống và Phong Tỏa, có mặt ngoài khơi Sŏngjin, Bắc Triều Tiên từ ngày 28 tháng 6 để bắn phá các mục tiêu quân sự và tuyến đường tiếp vận của đối phương đồng thời tuần tra dọc bờ biển. Sau đó nó chuyển sang bảo vệ cho các tàu sân bay hộ tống Sicily (CVE-118) và HMS Glory (R62) ngoài khơi bờ biển phía Tây bán đảo Triều Tiên trước khi quay trở về San Francisco vào tháng 11.
Từ đầu tháng 3 cho đến tháng 7, 1952, Naifeh thực hành huấn luyện tại vùng bờ Tây. Nó khởi hành từ San Diego vào đầu tháng 7 để đi sang vùng biển Triều Tiên, gia nhập Lực lượng Đặc nhiệm 95, Lực lượng Hộ tống và Phong Tỏa Liên Hiệp Quôc. Con tàu hoạt động tại vùng bờ biển Đông Bắc Triều Tiên, tại khu vực Songjin-Chongjin, bắn phá các mục tiêu quân sự và tuyến đường sắt cũng như các trung tâm công nghiệp của đối phương. Nó cũng hỗ trợ các đơn vị tàu phóng lôi Hàn Quốc đánh phá các tuyến đường tiếp liệu đối phương, và sau đó đảm trách vai trò soái hạm của Tư lệnh Wonsan để hoạt động bắn phá đường tiếp liệu đối phương tại khu vực Wonsan cũng như bảo vệ cho các tàu quét mìn Hoa Kỳ và Hàn Quốc. Khi tàu chị em Lewis (DE-535) trúng đạn pháo đối phương, nó đã bắn hải pháo để trợ giúp cho chiếc tàu bạn rút lui. Nó quay trở về San Diego vào tháng 12.

### Chiến tranh Lạnh
Sau khi xung đột tại Triều Tiên kết thúc do các bên tham chiến đạt được một thỏa thuận ngừng bắn, Naifeh vẫn tiếp tục được phái sang hoạt động tại Viễn Đông vào giữa tháng 11, 1953. Nó hoạt động tại Okinawa và Nhật Bản, và vào tháng 5, 1954 đã tham gia cuộc tập trận đổ bộ phối hợp cùng các đơn vị Thủy quân Lục chiến tại Busan, Hàn Quốc. Nó rời căn cứ Sasebo vào ngày 7 tháng 6, và về đến San Diego vào ngày 26 tháng 6.
Trong mùa Hè năm 1954, Naifeh hoạt động huấn luyện dọc theo vùng bờ Tây, tham gia cuộc Tập trận Pactraex và viếng thăm Seattle, Washington. Nó rời San Diego vào ngày 21 tháng 11 cho một lượt phục vụ khác tại vùng Tây Thái Bình Dương, đi đến căn cứ Yokosuka vào ngày 9 tháng 12, và tuần tra dọc bờ biển phía Đôgn Triều Tiên đồng thời huấn luyện chống tàu ngầm. Trong vụ Khủng hoảng eo biển Đài Loan, con tàu đã trợ giúp vào việc triệt thoái lực lượng Quốc dân Đảng khỏi quần đảo Đại Trần vào tháng 1 và tháng 2, 1955. Nó quay trở về vào ngày 1 tháng 6.

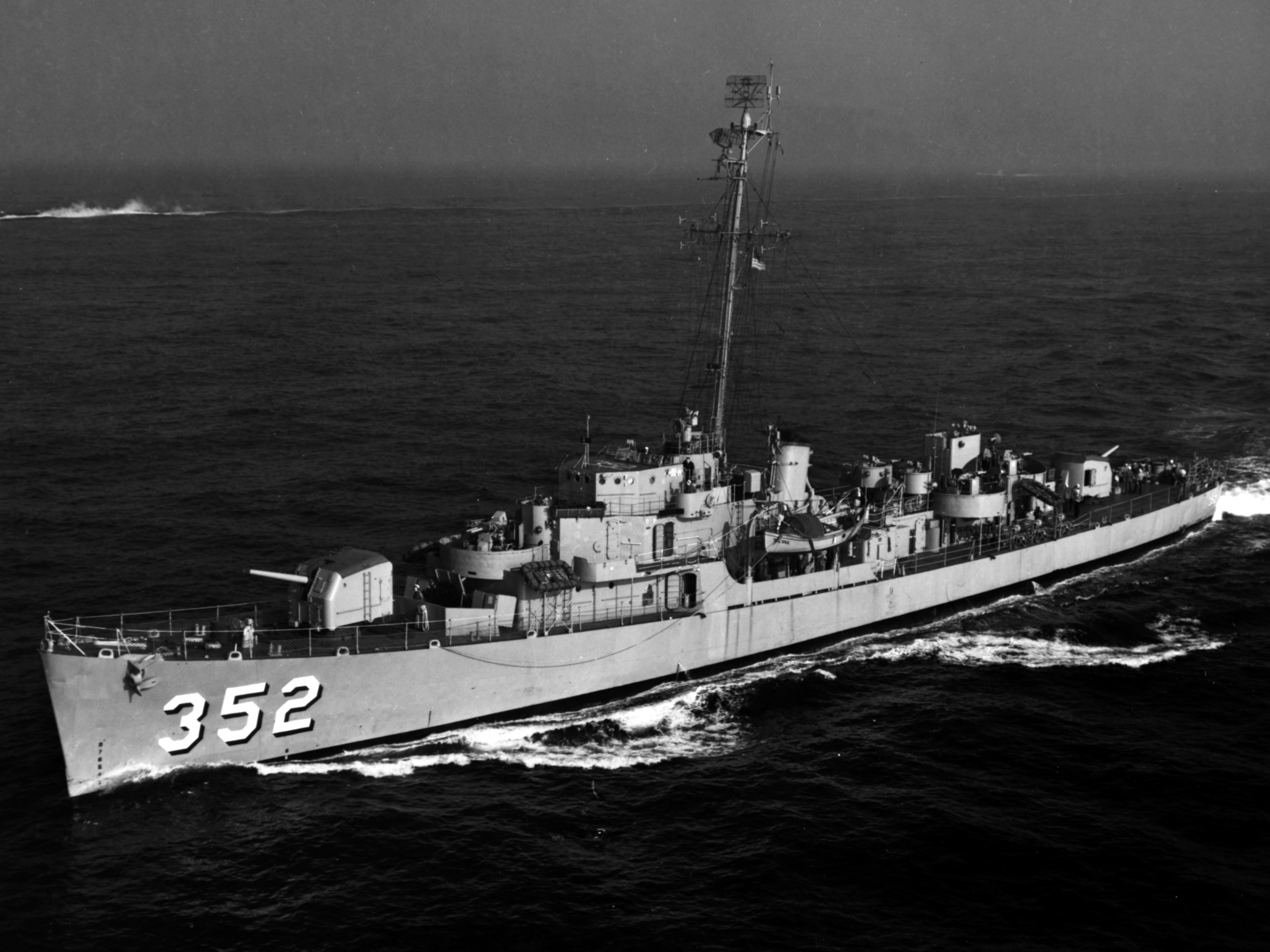
USS Naifeh vào năm 1956.

Vào đầu tháng 3, 1956, Naifeh lại lên đường cho lượt phục vụ thứ tư tại khu vực Tây Thái Bình Dương. Đặt căn cứ tại Guam, nó đảm trách vai trò tìm kiếm và giải cứu đồng thời tham gia năm chuyến tuần tra khảo sát tại các khu vực Bắc quần đảo Mariana quần đảo Bonin và quần đảo Caroline trước khi quay trở về Long Beach vào ngày 24 tháng 8. Nó hoạt động huấn luyện ngoài khơi bờ biển California trong giai đoạn 1956 và đầu năm 1957, rồi lại được phái sang Viễn Đông, đi đến Guam vào ngày 30 tháng 4. Con tàu tuần tra tại quần đảo Bonin trong tháng 5, rồi rời Guam vào ngày 18 tháng 5 để đi sang Sasebo, đến nơi vào ngày 23 tháng 5. Nó hoạt động từ Sasebo và vịnh Subic cho đến ngày 12 tháng 7, khi nó rời Yokosuka để quay trở về Hoa Kỳ, về đến San Diego vào ngày 28 tháng 7.
Naifeh quay trở lại hoạt động thường lệ tại vùng bờ Tây cho đến ngày 17 tháng 6, 1960, khi được cho xuất biên chế lần sau cùng và được đưa về Hạm đội Dự bị Thái Bình Dương, neo đậu tại Mare Island. Tên nó được cho rút khỏi danh sách Đăng bạ Hải quân vào ngày 1 tháng 1, 1966, và được kéo đến San Diego vào đầu năm 1966 để tháo dỡ thiết bị nhằm loại bỏ như một mục tiêu thực hành. Nó bị đánh chìm như một mục tiêu bởi hải pháo và không kích ngoài khơi đảo San Clemente vào ngày 11 tháng 7, 1966.

## Phần thưởng
Naifeh được tặng thưởng ba Ngôi sao Chiến trận do thành tích phục vụ trong Chiến tranh Triều Tiên.
|  |             |                                         |
|  | Bronze star | Bronze star · Bronze star · Bronze star |
|  |             |                                         |

| Dãi băng Hoạt động Tác chiến (truy tặng) (Triều Tiên) | Huân chương Chiến dịch Hoa Kỳ                                   | Huân chương Chiến dịch Châu Á-Thái Bình Dương            |
| Huân chương Chiến thắng Thế Chiến II                  | Huân chương Phục vụ Phòng vệ Quốc gia với 1 Ngôi sao Chiến trận | Huân chương Phục vụ Triều Tiên với 3 Ngôi sao Chiến trận |
| Huân chương Giải phóng Philippine (Philippine)        | Huân chương Liên Hiệp Quốc Phục vụ Triều Tiên                   | Huân chương Phục vụ Chiến tranh Triều Tiên (Hàn Quốc)    |